# César Rodríguez Álvarez
César Rodríguez Álvarez, noto come César (León, 6 luglio 1920 – León, 1º marzo 1995), è stato un calciatore e allenatore di calcio spagnolo, di ruolo attaccante.
Nella sua carriera giocò soprattutto per il Barcellona, vestendo anche le maglie di Spagna e della selezione catalana (pur essendo originario della Castiglia e León).
Con il Barcellona giocò 433 partite segnando 294 gol: l'eccezionale bottino lo rende il quarto giocatore che ha segnato di più con la maglia del Barcellona, dopo Lionel Messi (700 reti), Paulino Alcántara (369) e Josep Samitier (319), contando anche le reti segnate nelle amichevoli, mentre le 433 presenze lo collocano al 17º posto tra i giocatori più presenti nel Barça.
Contribuì a cinque vittorie del Barcelona nella Primera División e nel 1949 conquistò il Trofeo Pichichi come capocannoniere del campionato, grazie a 28 gol. Fu uno dei protagonisti delle prime vittorie in campo internazionale della squadra catalana, aggiudicandosi due Coppe Latine nel 1949 e nel 1952. Dopo il ritiro dal calcio giocato, César è diventato allenatore e ha guidato, tra gli altri, Real Saragozza e Barcellona. Se si calcolano solo i gol ufficiali il totale con il Barcellona scende a 232 marcature.

## Carriera

### Club
Dopo aver cominciato a giocare nel Frente Juventudes de León, nel 1939 (era appena finita la Guerra civile), César si trasferì al Barcellona. Comunque, dovendo fare il servizio militare, dovette andare a Granada, esordendo in prima squadra in quella città. Trascorse così due stagioni in prestito al Granada, con il quale nel 1941 andò a vincere la Segunda División con conseguente promozione. La stagione dopo, quella 1941-42, sia César che il Granada fecero il loro debutto in Primera División: in quell'annata l'attaccante riuscì anche a segnare 6 gol in una vittoria per 7-3 sul Castellón, chiudendo così al secondo posto in classifica marcatori.
Nel 1942 César tornò al Barcellona, conquistando il suo primo titolo di Primera División nel 1945. In quell'esperienza al club blaugrana, César aveva come compagni, tra gli altri, Antoni Ramallets, Velasco, Josep Escolà, Joan Segarra, Estanislao Basora, Josep Gonzalvo e Marià Gonzalvo. Nel 1949 diede un grande apporto nella conquista della Coppa Latina, primo titolo internazionale del club blaugrana, marcando una tripletta nella semifinale contro lo Stade Reims e laurendosi anche capocannoniere della manifestazione a pari merito con Fernando Peyroteo. Nel 1951, nella finale di Copa del Generalísimo, mise a segno due gol nel 3-0 finale sulla Real Sociedad.
Insieme a Estanislao Basora, Ladislao Kubala, Eduardo Manchón e Moreno, César divenne parte della leggendaria linea di attacco che portò il Barça a vincere cinque trofei nella stagione 1951-52. Segnò nuovamente nella finale di Coppa nazionale, in un 4-2 ai supplementari sul Valencia, e realizzò anche il gol decisivo nella finale di Coppa Latina, un 1-0 sul Nizza.
Dopo aver lasciato il CF Barcellona, César giocò nel Cultural Leonesa e nel Perpignan (in Francia) prima di andare all'Elche. Da giocatore e poi come allenatore-giocatore portò l'Elche a risalire dalla Tercera División alla Primera División in tre stagioni: nel 1958 l'Elche venne promosso in Segunda División, gruppo 2, e la stagione dopo venne promosso nella Primera División dopo aver vinto il proprio gruppo di Segunda. Nella stagione 1959-60 César fu allenatore-giocatore dell'Elche nella massima serie.

### Nazionale
Tra il 1945 e il 1952 César giocò 12 volte nella Nazionale spagnola: quattro volte contro il Portogallo, tre contro l'Irlanda, e una ciascuno contro Germania, Italia (Madrid, 27 marzo 1949, Spagna-Italia 1-3), Belgio, Svizzera e Turchia. Il bilancio totale per la Spagna fu di sei vittorie, tre pareggi e tre sconfitte.
Siglò il decisivo gol del 2-2 del nella gara del suo esordio contro il Portogallo l'11 marzo 1945. Nel 1950 venne convocato per i Mondiali in Brasile, rassegna in cui le Furie Rosse raggiunsero il girone finale.
Tra il 1943 e il 1954 giocò anche 10 match per la Catalogna. Il 19 ottobre 1947, al Sarrià, mise a segno due reti per la Catalogna nella vittoria sulla Spagna per 3-1.

### Allenatore
Dopo i successi con l'Elche, César divenne allenatore del Real Saragozza. Nel 1961 guidò gli aragonesi al terzo posto nella Primera División e nelle due stagioni dopo al quarto e al quinto posto. Nel 1963 il Saragozza fu finalista di Copa del Generalísimo, sconfitto solo dal Barcellona. Questa buona prestazione attirò l'attenzione del suo vecchio team. Nel 1963 César sostituì così l'ex compagno di squadra Josep Gonzalvo sulla panchina dei Blaugrana: non ebbe comunque molto successo e rimase in carica per sole 85 gare, lasciando nel 1964.

## Palmarès

### Giocatore

#### Club
- Campionato spagnolo: 5

Barcellona: 1944-1945, 1947-1948, 1948-1949, 1951-1952, 1952-1953
- Coppa di Spagna: 2

Barcellona: 1951, 1952
- Coppa Eva Duarte: 4

Barcellona: 1945, 1948, 1952, 1953
- Coppa Latina: 2

Barcellona: 1949, 1952

#### Individuale
- Trofeo Pichichi: 1

1948-1949 (28 gol)
- Capocannoniere della Coppa Latina: 1

1949 (3 gol a pari merito con Fernando Peyroteo)